# Aubie-et-Espessas
Aubie-et-Espessas là một xã của tỉnh Gironde, thuộc vùng Nouvelle-Aquitaine, tây nam nước Pháp.